# Kostel Neposkvrněného početí Panny Marie (Dubí)
Kostel Neposkvrněného početí Panny Marie ve městě Dubí v okrese Teplice je sakrální stavba navržená architektem profesorem Akademie výtvarného umění v Benátkách Pietrem Bigagliem vystavěná podle benátského kostela Madonna dell'Orto. Kostel stojí v horní části obce při silnici na Cínovec. Je vybudován z červeného a bílého mramoru, v rodinné hrobce tu odpočívají členové rodiny Clary-Aldringenů. Je chráněn jako kulturní památka České republiky.

## Historie

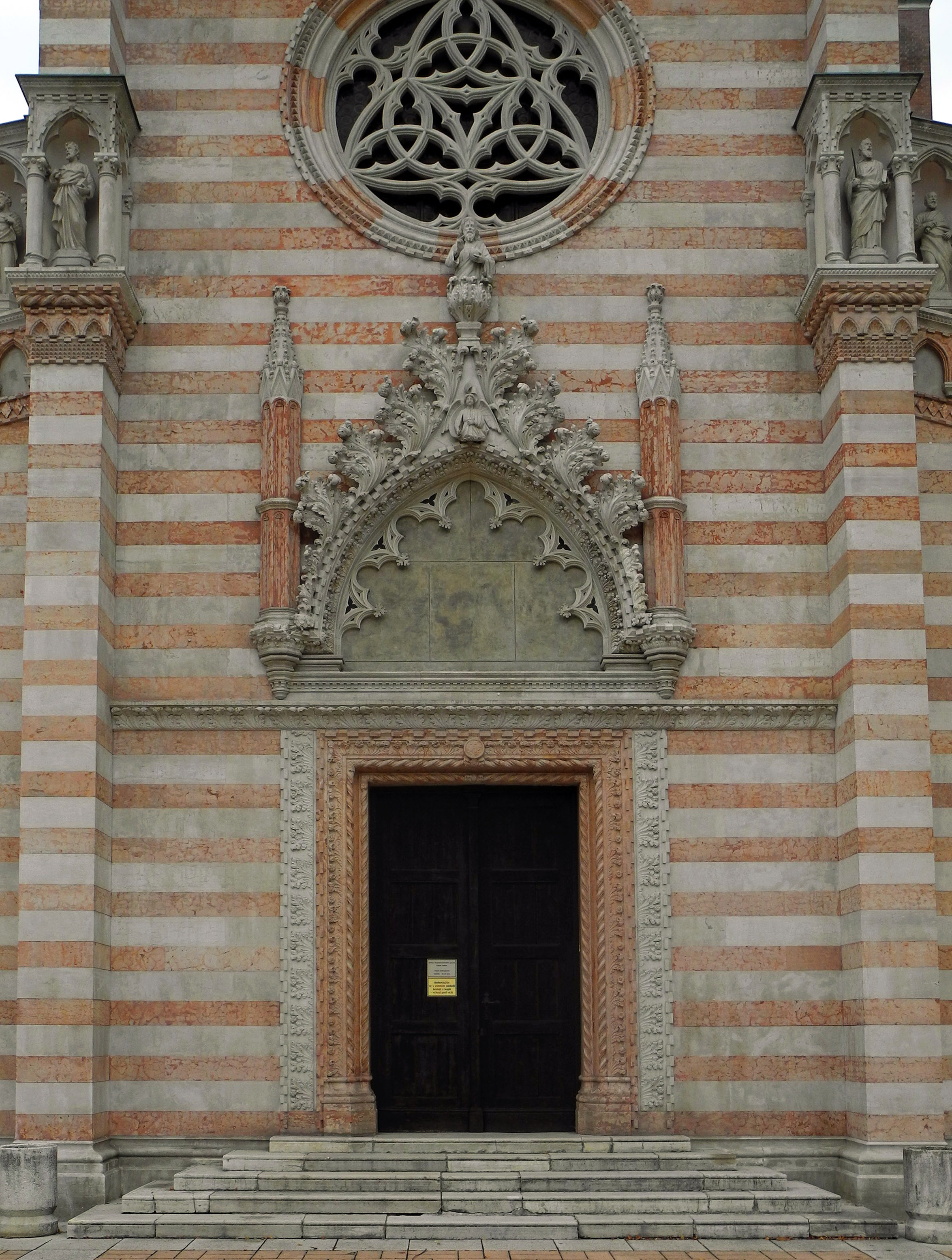
Vstupní portál kostela

Kostel byl budován z prostředků veřejné sbírky, doplněných Maria Carlosem Clary-Aldringenem a jeho rodinou. Stavba byla a je považována za místně exotický příklad italské gotiky. V době její realizace v letech 1896 až 1906 její tvůrci netušili, že pod povrchem vnitřního nádvoří teplického zámku jsou skryty základy podobné trojlodní baziliky, románské, vystavěné královnou Juditou, matkou Přemysla Otakara I. Stavební zbytky byly odhaleny až při archeologickém výzkumu v 50. letech 20. století.
Provedením stavby byl pověřen teplický podnikatel Heinrich Siegmund, na vytváření interiérů se podíleli teplický architekt Max von Loos a kameník Josef Seiche. Vlastní stavba kostela byla zahájena 28. června 1897. Autor plánů si posloužil benátským pozdně gotickým stylem, a i stavební materiál byl přivážen z Itálie. Kostel byl posvěcen 21. října 1906 a od té doby slouží církevním a kulturně společenským účelům. Je nejseverněji položenou stavbou benátské architektury.

## Architektura
Kostel je trojlodní bazilikální stavbou s převýšenou střední lodí a vysokou hranolovou věží u boční stěny presbytáře. Stavba je cihlová s mramorovými detaily. Průčelí se skládá z pruhů červeného a bílého mramoru. V ose kostela je portál se sochou Madony. Střední část i boční části průčelí jsou flankovány (tzn. mrtvý prostor je pokryt) opěráky se sochami světců v nikách. Nad hrotitými okny s kružbami je vlys z hrotitých obloučků a nad ním trpasličí galerie se sochami světců. Trojúhelníkový štít má vlys z hrotitých obloučků a je zakončen fiálou. V bočních stěnách hlavní lodi jsou sdružená polokruhová okna o sloupcích s krychlovými hlavicemi.
V hlavní lodi je kazetový strop. Presbytář má křížovou žebrovou klenbu s hvězdicovým závěrem. Na pilířích střední lodi se na konzolách nacházejí sochy světců.

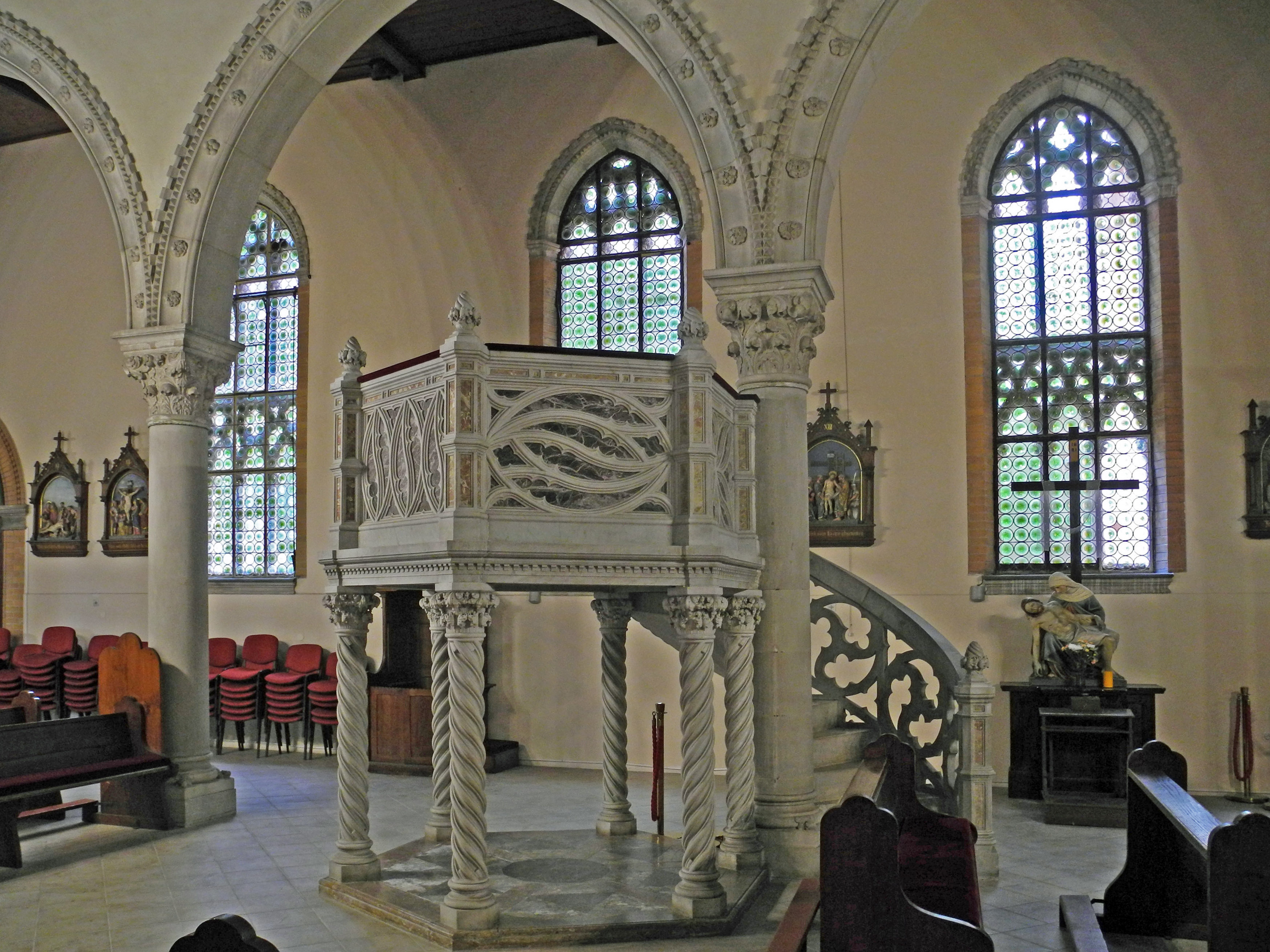
Mramorová Kazatelna na šesti sloupech

## Zařízení
Zařízení kostela je novogotické a pochází z doby okolo roku 1900. Hlavní oltář má čtyřetážový retábl z bílého mramoru, podle vzoru benátské gotiky. Mezi jeho reliéfy je uprostřed trůnící Madona a nad ní skupina Ukřižování. Po stranách reliéfní sochy apoštolů a dalších světců. Kazatelna je tovněž z bílého mramoru, a spočívá na šesti tordovaných sloupech. Má mramorové schodiště a na poprsni tesané plaménkové kružby. Mramorové sochy světců jsou osazeny na konzolách na bočních stěnách převýšení hlavní lodi. Zadní stěna měla původně originální gotické oltářní desky, později přemístěné do sakristie) a nyní vystavené v Diecézním muzeu v Litoměřicích. Malba z let 1370-1390 byla připsána benátskému mistru Jacobellovi di Bonomo. Na výplních, které jsou rámované řezanými a zlacenými rámy, se nachází sedm malovaných světců. Strop kostela je plochý, kazetový s řezanými plaménkovými kružbami. Na postranních oltářích jsou sériové kopie votivních soch Piety a Srdce Ježíšova.

## Zvony
Ve vysoké boční jižní věži se nachází zvon z roku 1925 od Rudolfa Pernera. V prvním patře věže je volně uložen malý litinový zvon z roku 1919 s nečitelným nápisem.